# 奧地利的瑪格麗特 (1536-1567)
奧地利的瑪格麗特（德語：Margarethe von Österreich，1536年2月16日—1567年3月12日），神聖羅馬皇帝斐迪南一世與安娜·雅蓋洛的第七女。
瑪格麗特終生未婚，1567年於提洛邦哈爾去世。